# Martin Hansson (sciatore)
Lars Martin Hansson (Hedemora, 12 marzo 1975) è un ex sciatore alpino svedese.
È fratello di Erika, a sua volta sciatrice alpina di alto livello.

## Biografia
Slalomista puro originario di Sälen, Hansson debuttò in campo internazionale ai Mondiali juniores di Monte Campione/Colere 1993 ed esordì in Coppa del Mondo il 22 gennaio 1995 a Wengen, senza qualificarsi per la seconda manche. Un anno dopo, il 27 gennaio 1996, ottenne i primi punti nel circuito arrivando 20º a Sestriere; il 7 febbraio successivo colse il suo primo podio in Coppa Europa (3º ad Altaussee) e in seguito prese parte alla sua prima rassegna iridata, Sierra Nevada 1996, senza completare la prova.
Nella stagione 1996-1997 conquistò la sua unica vittoria in Coppa Europa, il 9 dicembre a Serre Chevalier, e il suo unico podio in Coppa del Mondo: 3º a Chamonix il 12 gennaio. Ai Mondiali di Sestriere 1997 gareggiò, oltre che in slalom speciale, in slalom gigante, ma in entrambi i casi non completò la prova. Anche ai XVIII Giochi olimpici invernali di Nagano 1998, sua prima presenza olimpica, non portò a termine né lo slalom gigante né lo slalom speciale.
Tornato a concentrarsi esclusivamente sullo slalom speciale, ai Mondiali di Vail/Beaver Creek 1999 uscì nella prima manche, mentre a quelli di Sankt Moritz 2003 si classificò 12º. Il 20 gennaio 2005 a Mellau salì per l'ultima volta sul podio in Coppa Europa (2º); l'anno dopo ai XX Giochi olimpici invernali di Torino 2006, suo congedo olimpico, ottenne il 10º posto. Ai Mondiali di Åre 2007, sua ultima presenza iridata, fu nuovamente 12º. Disputò la sua ultima gara di Coppa del Mondo il 9 marzo 2008 a Kranjska Gora, senza qualificarsi per la seconda manche, e si congedò dal Circo bianco il 18 aprile successivo disputando una gara FIS nel suo paese d'origine.

## Bilancio della carriera
Le stagioni 1996-1997, 1997-1998 e 1998-1999 furono le migliori dal punto di vista dei risultati in Coppa del Mondo per l'atleta svedese. In questo periodo ottenne infatti una serie di piazzamenti tra i primi dieci; tra questi il suo unico podio. Negli anni seguenti le prestazioni nel circuito internazionale calarono e tra il 2000 e il 2008 si piazzò nei primi dieci solo in tre occasioni.

## Palmarès

### Coppa del Mondo
- Miglior piazzamento in classifica generale: 43º nel 1997
- 1 podio:
  - 1 terzo posto

### Coppa Europa
- Miglior piazzamento in classifica generale: 20º nel 2004
- 4 podi:
  - 1 vittoria
  - 2 secondi posti
  - 1 terzo posto

#### Coppa Europa - vittorie
| Data            | Località        | Paese   | Specialità |
| --------------- | --------------- | ------- | ---------- |
| 9 dicembre 1996 | Serre Chevalier | Francia | SL         |

Legenda:

SL = slalom speciale

### Campionati svedesi
- 7 medaglie[1][3] (dati parziali fino al 2004):
  - 3 ori (slalom speciale nel 1996; slalom speciale nel 1998; slalom speciale nel 2001)
  - 2 argenti (slalom speciale nel 1997; slalom speciale nel 2005)
  - 2 bronzi (slalom gigante nel 1997; slalom speciale nel 2006)